# Associazione Sportiva Lodigiani 2003-2004
Questa voce raccoglie le informazioni riguardanti l'Associazione Sportiva Lodigiani nelle competizioni ufficiali della stagione 2003-2004.

## Rosa
| N. |                   | Ruolo | Calciatore           |
| -- | ----------------- | ----- | -------------------- |
|    | Italia (bandiera) | C     | Pasquale Apa         |
|    | Italia (bandiera) | D     | Alessio Ballanti     |
|    | Italia (bandiera) | A     | Giacomo Banchelli    |
|    | Italia (bandiera) | A     | Daniele Barile       |
|    | Italia (bandiera) | A     | Claudio Catanzani    |
|    | Italia (bandiera) | C     | Maurizio Coppola     |
|    | Italia (bandiera) | A     | Antonio Criniti      |
|    | Italia (bandiera) | D     | Filippo Curione      |
|    | Italia (bandiera) | A     | Claudio De Sousa     |
|    | Italia (bandiera) | D     | Giovanni De Toma     |
|    | Italia (bandiera) | C     | Diego Di Chiara      |
|    | Italia (bandiera) | D     | Ciro Di Nicolantonio |
|    | Italia (bandiera) | D     | Gianluca Francesconi |
|    | Italia (bandiera) | C     | Danilo Fratoni       |
|    | Italia (bandiera) | A     | Giacomo Galli        |
|    | Italia (bandiera) | P     | Matteo Gianello      |
|    | Italia (bandiera) | P     | Marco Gianniti       |
|    | Italia (bandiera) | C     | Rocco Giannone       |
|    | Italia (bandiera) | D     | Alessandro Grando    |
|    | Italia (bandiera) | D     | Manuele Guzzo        |

| N. |                    | Ruolo | Calciatore       |
| -- | ------------------ | ----- | ---------------- |
|    | Ucraina (bandiera) | A     | Serhij Kovalenko |
|    | Italia (bandiera)  | C     | Vito Lasalandra  |
|    | Italia (bandiera)  | D     | Gaetano Lo Nero  |
|    | Italia (bandiera)  | D     | Giovanni Lopez   |
|    | Italia (bandiera)  | A     | Dario Ludovisi   |
|    | Italia (bandiera)  | D     | Emanuele Mancini |
|    | Italia (bandiera)  | A     | Pierpaolo Masi   |
|    | Italia (bandiera)  | C     | Matteo Masini    |
|    | Italia (bandiera)  | D     | Mauro Mazza      |
|    | Italia (bandiera)  | P     | Giacomo Mazzi    |
|    | Italia (bandiera)  | A     | Marco Neroni     |
|    | Italia (bandiera)  | A     | Andrea Pandolfi  |
|    | Italia (bandiera)  | D     | Diego Pellegrini |
|    | Italia (bandiera)  | D     | Alessandro Radi  |
|    | Italia (bandiera)  | A     | Maurizio Sala    |
|    | Italia (bandiera)  | C     | Giorgio Venturin |
|    | Italia (bandiera)  | A     | Fernando Vitone  |
|    | Italia (bandiera)  | C     | Filippo Zacchei  |
|    | Italia (bandiera)  | D     | Mauro Zanini     |